# نازية جديدة في كندا

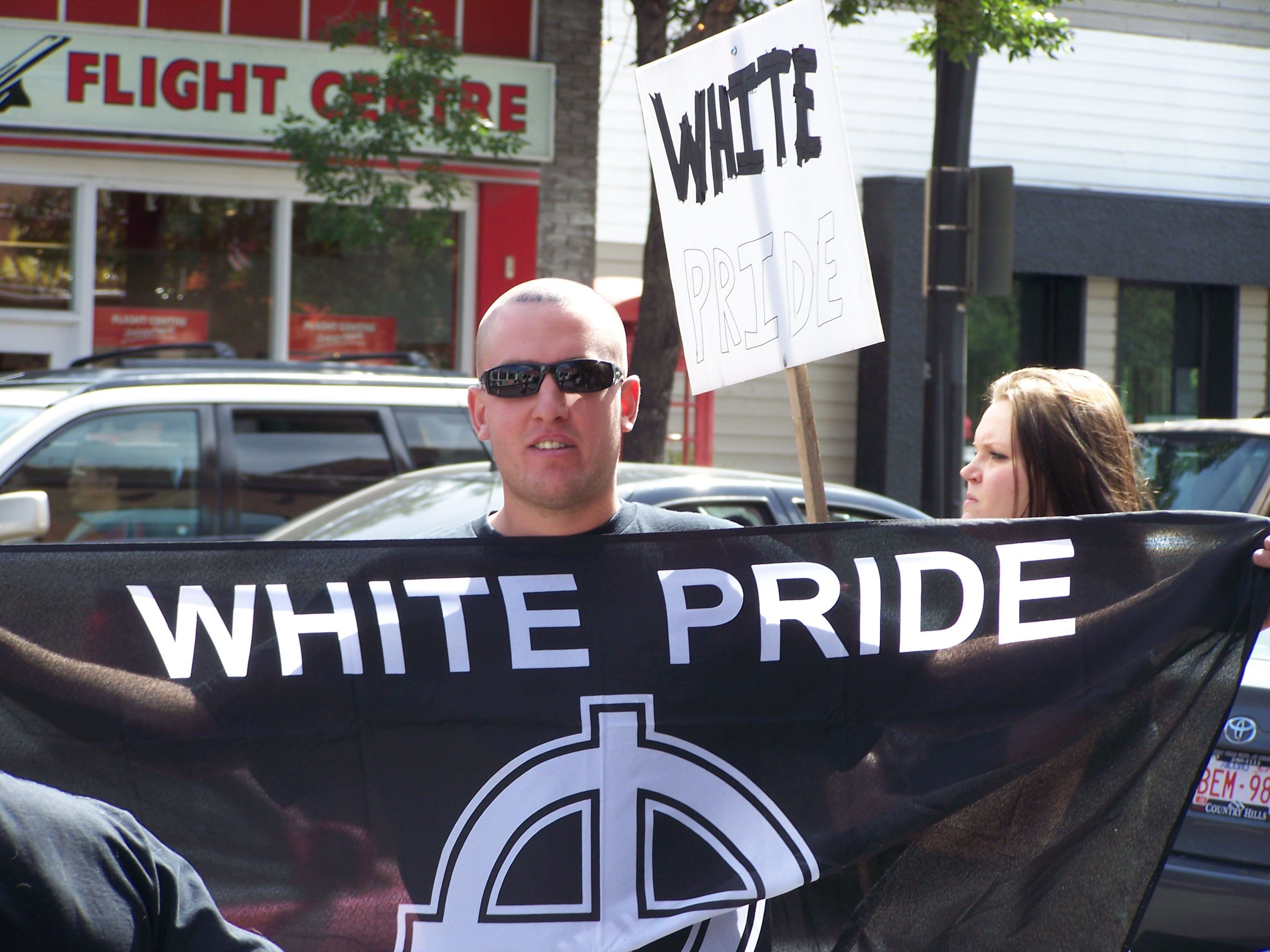
أعضاء من مجموعة النازيين الجدد آريان جارد ومقرها ألبرتا ينظمون احتجاجًا مضادًا في مسيرة مناهضة للعنصرية

تُعد النازية الجديدة (بالفرنسية: le Néonazisme) أيديولوجية ظهرت في فترة ما بعد الحرب العالمية الثانية وأيدت سيادة البيض وخاصة معاداة السامية. وُجدت النازية الجديدة في كندا كفرع لليمين المتطرف وأثارت جدلًا كبيرًا في آخر خمسين عامًا.

## نبذة تاريخية
تعود جذور تأسيس النازية الجديدة في كندا إلى ظهور المنظمات المؤيدة لسيادة البيض مثل كو كلوكس كلان التي امتدت إلى كندا (خاصة في مقاطعات البراري) بحلول عشرينيات القرن الماضي. على أي حال، تزامنت سيطرة أدولف هتلر على ألمانيا في ثلاثينيات وأربعينيات القرن العشرين مع سيطرة حزب الوحدة الوطنية بزعامة أدريان أركاند على جبهة المتعصبين البيض. فقدت التوجهات العنصرية والنازية شعبيتها بعد الحرب العالمية الثانية، وتلاشت حركات تفوق العرق الأبيض اليمينية المتطرفة. بدأت النازية الجديدة المعاصرة في كندا بتشكيل الحزب النازي الكندي في عام 1965، واستمرت في الانتشار في السبعينيات والثمانينيات على شكل منظمات روجت لمبادئ تفوق البيض، مثل حزب الحرس الغربي والحركة الخلاقة. أُعيد إحياء النازية الجديدة في كندا في عام 1989 مع تأسيس منظمة جبهة التراث وازدياد شعبية موسيقى حليقي الرؤوس. على أي حال، أدى الجدل الحاصل حينها والمعارضة إلى حل العديد من منظمات النازية الجديدة في كندا أو إضعافها في السنوات القليلة الماضية.

## القادة المؤثرون

### أدريان أركاند
كان أدريان أركاند (3 أكتوبر 1899 - 1 أغسطس 1967) صحفيًا من مونتريال وأحد أوائل القادة الفاشيين وأكثرهم نفوذًا في كندا. عمل كمحرر في العديد من الصحف الكندية المعادية للسامية. أنشأ أركاند حزب الوحدة الوطنية في عام 1934، واندمج حزبه في عام 1938 مع الحزب القومي الكندي في مقاطعات البراري والحزب القومي في أونتاريو. اختير أركاند زعيمًا لحزب الوحدة الوطنية الجديد لكندا، لكن الحزب الفاشي اليميني حُظر خلال الحرب العالمية الثانية بموجب لوائح الدفاع عن كندا. اعتُقل أركاند وسُجن طوال فترة الحرب. فقد أركاند شعبيته وتأثيره بعد سقوط ألمانيا النازية، لكنه استمر في دعم معاداة الشيوعية والسامية، وظل يطلق على نفسه لقب «الفورر الكندي» حتى وفاته.

### جون بيتي
أسس جون بيتي (مواليد 1941) الحزب النازي الكندي عام 1965. قال جورج لينكون روكويل، مؤسس الحزب النازي الأمريكي، في عام 1966، إن بيتي كان «يقود حركة ضخمة وناجحة». تغير اسم الحزب في عام 1967 إلى الحزب الاشتراكي القومي. قاد بيتي الحزب لمدة 13 عامًا حتى حل الحزب. حاول جون بيتي بعد حل الحزب النازي الكندي أن يبدأ منظمات نازية جديدة أخرى، لكنه لم يحقق أي نجاح حقيقي. كان بيتي أحد الشهود في محاكمات إرنست تسندل في أوائل القرن الحادي والعشرين، واستمر في الترويج لتفوق البيض، لكن أدواره باتت ثانوية في مشهد النازيين الجدد.

### دون اندروز
وُلد الكرواتي دون اندروز (وُلد عام 1942 باسم فيليم زلوميسليك) خلال الحرب العالمية الثانية في منطقة تابعة اليوم لدولة صربيا. كان والده عضوًا في بارتيزان يوغوسلافيا وقُتل في النزاع مع النازيين في يوغوسلافيا المحتلة، أما والدته فأُخذت إلى ألمانيا حيث التقت كنديًا بعد الحرب وتزوجته لينتقلا إلى تورنتو. عثرت على ابنها في النهاية بمساعدة الصليب الأحمر، ثم أُحضرته في عام 1952 إلى كندا وأطلقت عليه اسم دونالد أندروز. شارك أندروز في تأسيس منظمة يمينية متطرفة تُعرف باسم جمعية إدموند بورك في عام 1967، وأصبح القائد الرئيسي للمجموعة وحوّلها إلى حزب الحرس الغربي ذي العنصرية العلنية في عام 1972. على أي حال، أمرت المحاكم أندروز في عام 1975 بالابتعاد عن الحرس الغربي بعد إدانته بالتآمر لشن هجوم بالقنابل على فريق كرة قدم إسرائيلي. أنشأ أندروز بعد هذه الأحداث الحزب القومي الكندي وقاده، وارتبط بالنازيين الجدد وأنشطة اليمين المتطرف في جميع أنحاء كندا. تمثل مؤامرة الاستيلاء على جزيرة دومينيكا في عام 1979 إحدى أشهر الحوادث التي تورط فيها أندروز، الذي أيّد في البداية خطة مايك بوردو وولفغانغ دروغ للإطاحة بحكومة دومينيكا في عام 1979. أوقف لاحقًا دعمه النشط، لكنه استمر بتوفير معلومات الاتصال بالأشخاص القادرين على المساعدة. ترشح اندروز بصفته قائدًا للحزب القومي للمناصب العامة مرات عدة، بما فيها انتخابات عمدة تورنتو في عام 2010.

### وولفغانغ دروغ
كان وولفغانغ دروغ (25 سبتمبر 1949-13 أبريل 2005) زعيمًا كنديًا للنازيين الجدد. ولد في ألمانيا، وترعرع على يد والدين وأجداد أيدوا الحزب النازي. انتقل دروغ إلى كندا في أوائل السبعينيات، وسرعان ما اقترن اسمه بسياسات اليمين المتطرف وانضم إلى الحرس الغربي في أوائل السبعينيات، لكنه غادره للانضمام إلى الحزب القومي الكندي في عام 1975 وحزب كو كلوكس كلان في عام 1976. قُبض على دروغ في عام 1981 بتهمة التآمر للإطاحة بحكومة جزيرة دومينيكا الكاريبية. خطط مع تسعة آخرين لمساعدة باتريك جون، رئيس الوزراء السابق، على استعادة السلطة مقابل السماح باستخدام الجزيرة بمثابة قاعدة لتهريب المخدرات ومركز لسيادة البيض. استأنف دروغ الترويج للنازية الجديدة وتهريب المخدرات بعد قضاء ثلاث سنوات في السجن، ليحكم عليه في عام 1985 بالسجن ثلاثة عشر عامًا في ولاية ألاباما لحيازته الكوكايين والأسلحة، لكنه قضى أربع سنوات منها فقط قبل أن يعود إلى كندا في أبريل 1989. قرر دروغ تشكيل منظمته النازية الجديدة نتيجة تعبه من الحزب القومي ومحدوديتهم. أسس لاحقًا في العام نفسه منظمة تعرف باسم جبهة التراث. على أي حال، تضاءلت مشاركة دروغ في جبهة التراث مع تطور الإنترنت وبدء عصر المعلومات، إذ وجه تركيزه نحو تجارة المخدرات غير المشروعة. عُثر على دروغ ميتًا في شقته في 13 أبريل 2005؛ افتُرض في البداية مقتله بسبب تورطه في علاقة حب ثلاثية الأطراف، لكن تبين لاحقًا أنه قُتل بعد أن هاجمه مدمن مخدرات مضطرب ومتوهم.

### جورج بوردي
وُلد جورج بوردي عام 1970 في تورنتو، وترعرع على يد والدين مسيحيين، ثم بدأ بتطوير ميول عنصرية في سن الثامنة عشر لكسب رضا والد صديقته. استمر بوردي بدراسة أدب النازيين الجدد رغم رفض والديه، والتقى في عامه الجامعي الأول بإرنست تسنديل، الرجل الذي عرفه على كنيسة الحركة الخلاقة العالمية. أنشأ بوردي في عام 1989 فرقة راهوا (RaHoWa) وقدم عروضًا انتهت عادةً بأعمال شغب. أسس جورج بوردي في عام 1993 شركة تسجيلات المقاومة، الموزع الأول لموسيقى حليقي الرؤوس. قاد بوردي في فترة معينة فرع كنيسة الحركة الخلاقة في تورنتو واستمر بأداء موسيقى حليقي الرؤوس وبيع تسجيلاتها. أدين بوردي في عام 1995 بالاعتداء وحكم عليه بالسجن مدة عام. أطلق سراحه بعد شهر، لكنه عاد إلى السجن مرة أخرى في عام 1997.
قرر بوردي في أثناء وجوده في السجين الابتعاد كليًا عن حركات سيادة البيض، ومع خروجه من السجن بعد عام كامل، انتهى انخراط بوردي بحركة النازيين الجدد، وترك حياته القديمة ونبذ العنصرية. ذكر بوردي في مقابلة مع إنتليجنس ريبورت أن «العنصرية خطأ لأن ... ربما يجب أن أقول إن الكراهية خطأ، والغضب خطأ. الحقد والغضب خطآن لأنهما يستهلكان الخير بداخلك. إنهم يخنقون قدرتك على تقدير الحب والسلام». شارك بوردي لاحقًا في فرقة متعددة الثقافات، بينما استمرت موسيقاه السابقة بمثابة تعبير عن حركة النازيين الجدد في كندا. عاد بوردي إلى تقديم العروض مع راهوا في أواخر عام 2010. أشارت نانسي لوف، أستاذة العلوم السياسية بجامعة أبالاشيان الحكومية، ومؤلفة كتاب الفاشية العصرية، خلال مقابلة أجرتها معها صحيفة فاينانشيال تايمز عام 2018، إلى أنه ظل «صامتًا مدة 20 عامًا تقريبًا، إلّا أنه عاد إلى الظهور في عام 2017، متشجعًا برئاسة دونالد ترامب والتحول في أوروبا نحو اليمين».